# 5310 Papike
Az 5310 Papike (ideiglenes jelöléssel 1981 EP26) a Naprendszer kisbolygóövében található aszteroida. Schelte J. Bus fedezte fel 1981. március 2-án.